# 韋渠牟
韋 渠牟（い きょぼう、749年 - 801年）は、唐代の官僚・宗教家。本貫は京兆府万年県。

## 経歴
著作郎兼蘇州司馬の韋冰の子として生まれた。若くして知恵にすぐれ、理解が速く、経書や史書を広く読んだ。はじめ道士となり、のちに僧となった。興元元年（784年）、韓滉が浙西に駐屯すると、渠牟はその推薦により秘書郎に試用された。貞元2年（786年）、校書郎となった。貞元5年（789年）、左武衛騎曹参軍に任じられた。貞元8年（792年）、四門博士に転じた。
貞元12年（796年）4月、徳宗がその誕生日に麟徳殿へ出御すると、渠牟は給事中の徐岱・兵部郎中の趙需・礼部郎中の許孟容・道士の万参成・沙門の譚延ら12人とともに召し出されて、儒教・道教・仏教を講論した。数日後に渠牟は秘書郎に転じ、詩70韻を上奏した。10日ほど後、右補闕・内供奉に転じた。年末には右諫議大夫となった。
陸贄が宰相を罷免された後、徳宗は親政をおこない、国政を宰相に任せず、渠牟をはじめ裴延齢・李斉運・王紹・李実・韋執誼らを信任して政権を担わせた。渠牟は茅山の処士の崔芊や山人の鄭随や醴泉県令の馮伉を推薦して任用させた。ほどなく渠牟は太府寺卿となり、金紫魚袋を賜った。貞元16年（800年）、太常寺卿に転じた。貞元17年（801年）7月乙酉、死去した。享年は53。刑部尚書の位を追贈された。諡は忠といった。著書に『荘子会釈』・『老子釈文』・『金剛経釈文』・『孝経疏』・『維摩経疏』・『三教会宗図』があった。

## 伝記資料
- 『旧唐書』巻135 列伝第85
- 『新唐書』巻167 列伝第92
- 唐故太常卿贈刑部尚書韋公墓誌銘并序（韋渠牟墓誌）